# Ajoyani (distrito)
Ajoyani é um distrito do Peru, departamento de Puno, localizada na província de Carabaya. A localidade possui uma população de 2 079 habitantes.

## Transporte
O distrito de Ajoyani é servido pela seguinte rodovia:
- PU-105, que liga a cidade de Usicayos  ao distrito de Potoni
- PU-102, que liga a cidade ao distrito de Coasa
- PE-34B, que liga o distrito de Juliaca à cidade de Ayapata[2][3][4]